# Parque Hernández
Parque Hernández är en park i Spanien. Den ligger i den spanska exklaven Melilla i Nordafrika. Parque Hernández ligger 8 meter över havet.